# 이시사카 겐키
이시사카 겐키(일본어: 石坂 元気, 1993년 7월 13일~)는 일본의 축구 선수이다.

## 구단 경력
그는 2016년 J3리그의 카탈레 도야마에 입단했다. 2017년 7월 일본 풋볼 리그의 브리오베카 우라야스로 이적했다. 2018년 라인미어 아오모리로 이적했다. 2018년후 현역 은퇴.